# ۸۷ (میلادی)
۸۷ (میلادی) هشتاد و هفتمین سال تقویم میلادی است.

## رویدادها
بر اساس مکان
امپراتوری روم
- جولیوس ماترنوس رومی غرب آفریقا را بررسی می کند (تاریخ تقریبی).
- لیون، شهری در گال، جمعیتی بالغ بر ۱۰۰۰۰۰ شهروند دارد (تاریخ تقریبی).
- سکستوس جولیوس اسپارسوس در سنای روم به قدرت رسید (تاریخ تقریبی).

اروپا
- دسیبالوس پادشاه داکیه می‌شود.[۱]

## درگذشتگان
- پوتینوس، اسقف لیون (تاریخ تقریبی)

- روپیلیا فاوستینا، زن اشرافی رومی (تاریخ تقریبی)